# Chrysops altivagus
Chrysops altivagus är en tvåvingeart som beskrevs av Osten Sacken 1886. Chrysops altivagus ingår i släktet Chrysops och familjen bromsar. Inga underarter finns listade i Catalogue of Life.